# Volker Dehs
Volker Dehs est un critique littéraire, écrivain, traducteur, illustrateur et chercheur allemand, spécialiste de Jules Verne, né à Brême le 4 février 1964.

## Biographie
Après des études d'histoire de l'art et de philosophie à l'Université de Göttingen (1983), il devient boursier de la Fondation Konrad Adenauer en 1984. En 1985, il part poursuivre ses études à l'Université de Nantes grâce à la Deutscher Akademischer Austauschdienst. Il devient alors un des plus grands spécialistes de Jules Verne et travaille aussi sur les œuvres de ETA Hoffmann. Il publie ainsi en 1986 sa première biographie de Jules Verne dans la prestigieuse Rowohlts Monographien.
Membre de la Société Jules-Verne depuis 1979 et du Centre International Jules Verne depuis 1985, il a publié un nombre considérable d'articles dans le Bulletin de la Société Jules Verne et dans la Revue Jules Verne. Membre de la Jules-Verne-Club (Allemagne) depuis 2001.
Par ailleurs, il a coécrit avec Thomas Ahlers le satirique ouvrage punk, Mac und Mufti (1987).
Il est membre depuis 1988 de la Verband deutscher Schriftsteller (de).

## Œuvres
- Jules Verne. Mit Selbstzeugnissen und Bilddokumenten dargestellt, Rowohlts Monographien, 1986
- Mac und Mufti. Punk in Ebergötzen (avec Thomas Ahlers), 1987
- Jules Verne : Die Abenteuer der Familie Raton (La Famille Raton) (traduction), 1989
- La correspondance Verne-Dumas fils, Société Jules Verne, 1990
- Contes et nouvelles de Jules Verne : Hier et demain, Ouest-France, 2000 (postface)
- Un voyage en ballon : À propos du géant, Centre International Jules Verne, 2001 (préface)
- Bibliographischer Führer durch die Jules-Verne-Forschung. 1872 – 2001/Guide bibliographique à travers la critique vernienne, Schriftenreihe und Materialien der Phantastischen Bibliothek Wetzlar 2002 (ouvrage bilingue)
- Jules Verne, L'enchanteur (de Jean-Paul Dekiss), Le Félin, 1999 (annotations)
- Correspondance inédite de Jules Verne et de Pierre-Jules Hetzel, (1863-1874), T.1, Slatkine, 1999
- Correspondance inédite de Jules Verne et de Pierre-Jules Hetzel, (1875-1878), T.2, Slatkine, 2001
- Correspondance inédite de Jules Verne et de Pierre-Jules Hetzel, (1879-1886), T.3, Slatkine, 2002
- Correspondance inédite de Jules et Michel Verne avec l'éditeur Louis-Jules Hetzel (1886-1914), Slatkine, 2005
- Jules Verne : Reise zum Mittelpunkt der Erde (Voyage au centre de la Terre), Düsseldorf und Zürich 2005 (traduction)
- Jules Verne. Eine kritische Biographie, Artemis & Winkler, Düsseldorf 2005,  (ISBN 3-538-07208-6)
- Jules Verne. Stimmen und Deutungen zu seinem Werk, Schriftenreihe und Materialien der Phantastischen Bibliothek Wetzlar (75), 2005 (avec Ralf Junkerjürgen)
- Jules Verne : Von der Erde zum Mond. Direktflug in 97 Stunden 20 Minuten (De la Terre à la Lune), Düsseldorf 2006 (traduction)
- Jules Verne : Zwanzigtausend Meilen unter dem Meer (Vingt mille lieues sous les mers), Düsseldorf 2007 (traduction)
- Les ciseaux de Jules Verne : Aventures surprenantes de trois vieux marins, par James Greenwood, Encrage, 2012
- Jules Verne, une biographie critique, Éditions de la rose des vents - Suiseisha, Tokyo, 2014